# Olivia Broome
Pour les articles homonymes, voir  Broome.
Olivia Broome, née le 13 juin 2001 à Chorley (Lancashire), est une haltérophile handisport britannique concourant en -50 kg. En 2021, elle remporte le bronze aux Jeux puis l'argent aux Mondiaux.

## Carrière
Pour ses premiers Jeux à Tokyo en août 2021, Olivia Broome rafle la médaillée de bronze en battant le record du Royaume-Uni avec une barre à 107 kg. Aux Mondiaux 2021 à Tbilissi, elle remporte la médaille d'argent en soulevant successivement 102 kg, 104 kg puis 107 kg.